# Canadian Journal of Forest Research
Canadian Journal of Forest Research - рецензируемый научный журнал, публикуемый NRC Research Press. Он охватывает исследования, связанные с управлением лесными ресурсами, включая лесную биологию, биометрию, сохранение, экономику, генетику, управление, защиту, политику, дистанционное зондирование, почвы, лесоводство, дикую природу и древесину. Журнал публикует статьи, обзоры, заметки и комментарии. Журнал был создан в 1971 году и издавался ежеквартально до 1982 года. С 1983 по 1986 год он выходил раз в два месяца, а с 1987 года - ежемесячно.
Главными редакторами являются Дэниел Книшоу (Университет Квебека и Монреаля) и Пьер Бернье (Центр лесоводства Лаврентия, Канадские природные ресурсы).
Canadian Journal of Forest Research был выбран в качестве одного из 100 наиболее влиятельных журналов по биологии и медицине за последние 100 лет, признанных Отделом биомедицинских и биологических наук Ассоциации специальных библиотек в связи с его столетием.

## Внешние ссылки
- nrcresearchpress.com/journal/cjfr — официальный сайт Canadian Journal of Forest Research